# Lauw (Haut-Rhin)
Pour les articles homonymes, voir Lauw.
Lauw  est une commune française située dans l'aire d'attraction de Mulhouse et faisant partie de la collectivité européenne d'Alsace (circonscription administrative du Haut-Rhin), en région Grand Est. Elle se trouve dans la région historique et culturelle d'Alsace.
Son nom signifie « le pré », « die Au » (orthographié « Auw »  en vieil alémanique) pouvant se traduire par « pré (ou prairie) humide ». Par la suite, l'article défini français s'est agglutiné au nom. Le suffixe « -au » est très courant de part et d’autre du Rhin, notamment en plaine.

## Géographie
Masevaux est à 3 km, Thann à 13 km, Mulhouse à 29 km et Belfort à 21 km. De plus, l'entrée de l'autoroute A36 est à 12 km.
Le territoire communal repose sur le bassin houiller stéphanien sous-vosgien.
Lauw est une des 188 communes du parc naturel régional des Ballons des Vosges.

### Communes limitrophes
| Masevaux-Niederbruck                       | Bourbach-le-Haut                     | Bourbach-le-Bas |
|                                            | Lauw                                 | Sentheim        |
| Rougemont-le-Château Territoire de Belfort | Petitefontaine Territoire de Belfort | Mortzwiller     |

### Hydrographie

#### Réseau hydrographique
La commune est dans le bassin versant du Rhin au sein du bassin Rhin-Meuse. Elle est drainée par la Doller, le Grambaecht et le ruisseau Thallungrunzbach,,.
La Doller, d'une longueur de 46 km, prend sa source dans la commune de Dolleren et se jette  dans l'Ill à Mulhouse, après avoir traversé 17 communes. 

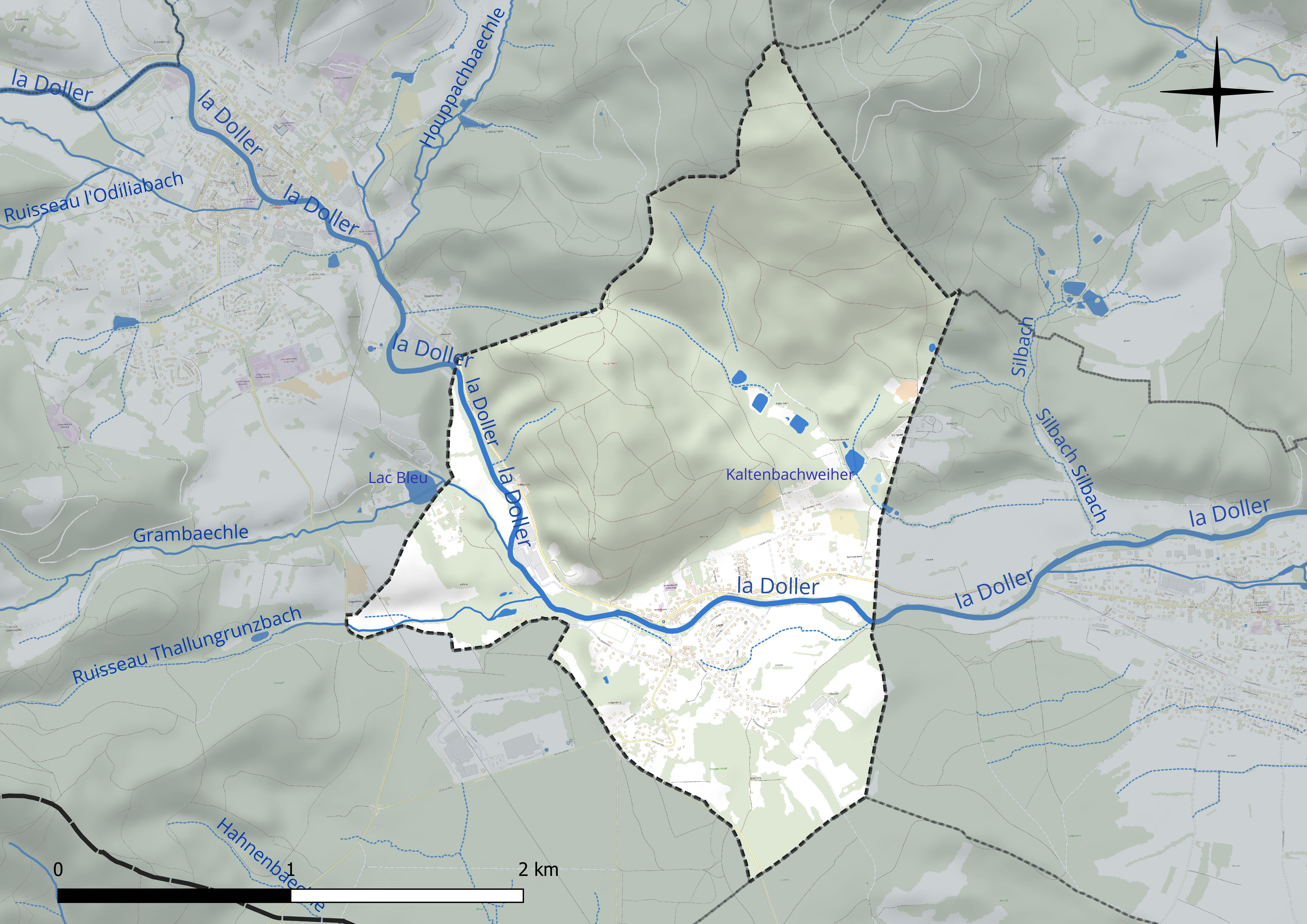
Réseau hydrographique de Lauw.

Deux plans d'eau complètent le réseau hydrographique : Kaltenbachweiher (0,6 ha) et le lac Bleu, d'une superficie totale de 1,5 ha (0 ha sur la commune),.

#### Gestion et qualité des eaux
Le territoire communal est couvert par le schéma d'aménagement et de gestion des eaux (SAGE) « Doller ». Ce document de planification concerne le bassin versant de la Doller dont le territoire s’étend sur 280 km2. Il a été approuvé le 15 janvier 2020. La structure porteuse de l'élaboration et de la mise en œuvre est le syndicat mixte « Rivières de Haute-Alsace ». 
La qualité des cours d’eau peut être consultée sur un site dédié géré par les agences de l’eau et l’Agence française pour la biodiversité. 

### Climat
Pour des articles plus généraux, voir Climat du Grand Est et Climat du Haut-Rhin.
En 2010, le climat de la commune est de type climat des marges montargnardes, selon une étude du Centre national de la recherche scientifique s'appuyant sur une série de données couvrant la période 1971-2000. En 2020, Météo-France publie une typologie des climats de la France métropolitaine dans laquelle la commune est exposée à un climat semi-continental et est dans la région climatique  Vosges, caractérisée par une pluviométrie très élevée (1 500 à 2 000 mm/an) en toutes saisons et un hiver rude (moins de 1 °C). 
Pour la période 1971-2000, la température annuelle moyenne est de 9,8 °C, avec une amplitude thermique annuelle de 17,4 °C. Le cumul annuel moyen de précipitations est de 1 245 mm, avec 11,4 jours de précipitations en janvier et 10,2 jours en juillet. Pour la période 1991-2020, la température moyenne annuelle observée sur la station météorologique de Météo-France la plus proche, « Felon_sapc », sur la commune de Felon à 6 km à vol d'oiseau, est de 10,3 °C et le cumul annuel moyen de précipitations est de 1 056,1 mm. 
La température maximale relevée sur cette station est de 38 °C, atteinte le 7 août 2015 ; la température minimale est de −19,3 °C, atteinte le 20 décembre 2009,,. 
Les paramètres climatiques de la commune ont été estimés pour le milieu du siècle (2041-2070) selon différents scénarios d'émission de gaz à effet de serre à partir des nouvelles projections climatiques de référence DRIAS-2020. Ils sont consultables sur un site dédié publié par Météo-France en novembre 2022.

## Urbanisme

### Typologie
Au 1er janvier 2024, Lauw est catégorisée bourg rural, selon la nouvelle grille communale de densité à sept niveaux définie par l'Insee en 2022.
Elle est située hors unité urbaine. Par ailleurs la commune fait partie de l'aire d'attraction de Mulhouse, dont elle est une commune de la couronne,. Cette aire, qui regroupe 132 communes, est catégorisée dans les aires de 200 000 à moins de 700 000 habitants,.

### Occupation des sols
L'occupation des sols de la commune, telle qu'elle ressort de la base de données européenne d’occupation biophysique des sols Corine Land Cover (CLC), est marquée par l'importance des forêts et milieux semi-naturels (64,1 % en 2018), une proportion identique à celle de 1990 (64,1 %). La répartition détaillée en 2018 est la suivante : 
forêts (64,1 %), zones agricoles hétérogènes (22,3 %), zones urbanisées (11,1 %), terres arables (2,5 %). L'évolution de l’occupation des sols de la commune et de ses infrastructures peut être observée sur les différentes représentations cartographiques du territoire : la carte de Cassini (XVIIIe siècle), la carte d'état-major (1820-1866) et les cartes ou photos aériennes de l'IGN pour la période actuelle (1950 à aujourd'hui).

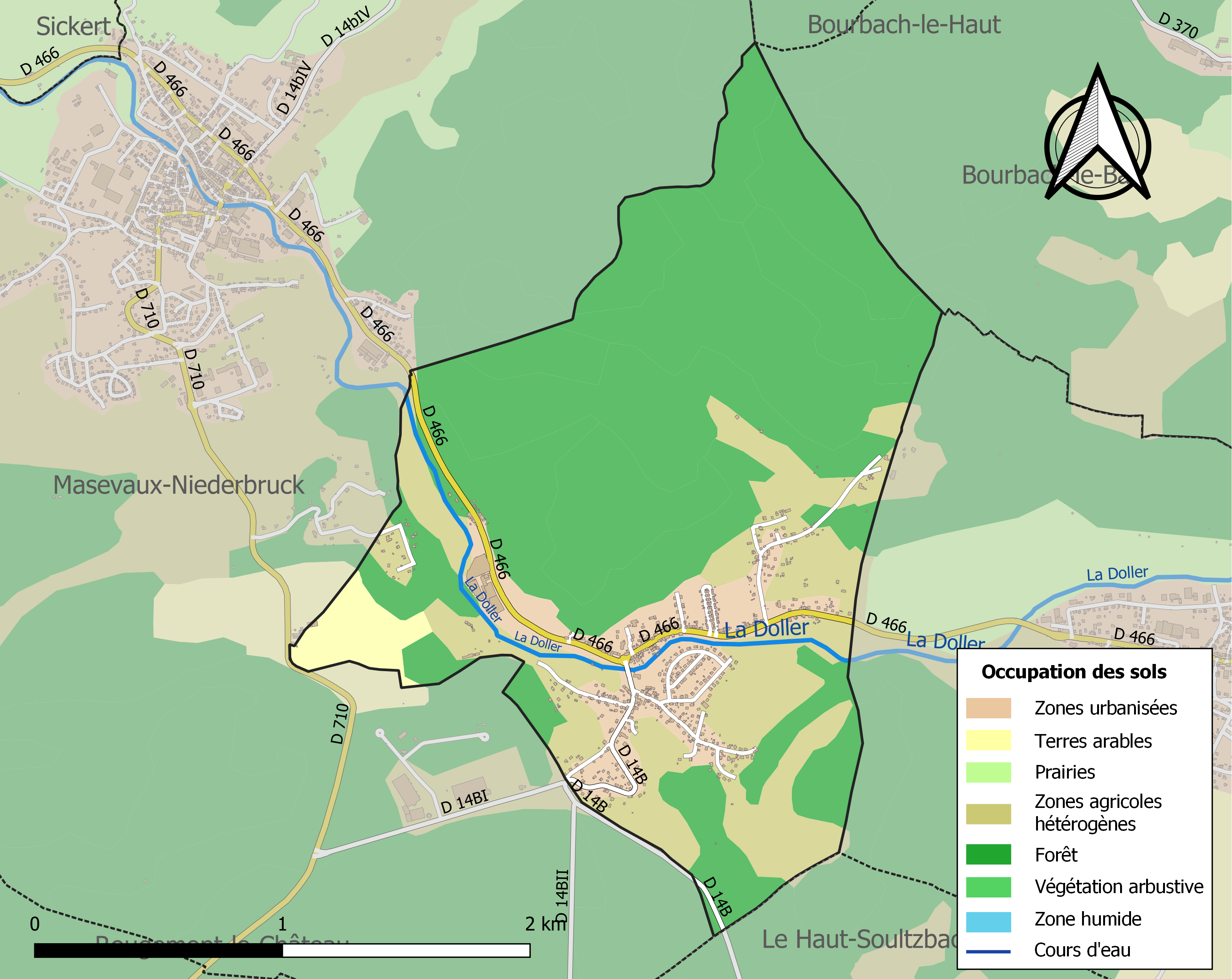
Carte des infrastructures et de l'occupation des sols de la commune en 2018 (CLC).

## Toponymie
- Uss der Auw (1482), So in die Aw gath (1568), Auw (1576), In der Ouw/in der Auwen (1579), Aw (1581), Lauw (1793).
- La lettre L forme la particule française la = La Auw, l'Auw[21]. En alsacien, Au désigne une prairie humide. Lauw peut donc être traduit littéralement par « la prairie humide »[22].

## Histoire
Lauw a fait partie de l’abbaye de Masevaux (qui y exploitait une scierie) jusqu'en 1839, date de la fondation d'une paroisse autonome. Le curé Adam entreprit la construction d'une église en 1868, dédiée à saint Eloi, qui fut bénie en 1871. Propriété de la paroisse, l’église est cédée en 1987 à la Commune par le Conseil de Fabrique avec l’ensemble des biens paroissiaux. 

### Héraldique
| Blason de Lauw | Les armes de Lauw se blasonnent ainsi : « D'or à la roue dentée de sable, le chef de sable chargée d'une enclume d'argent. » |

## Politique et administration

### Budget et fiscalité 2014

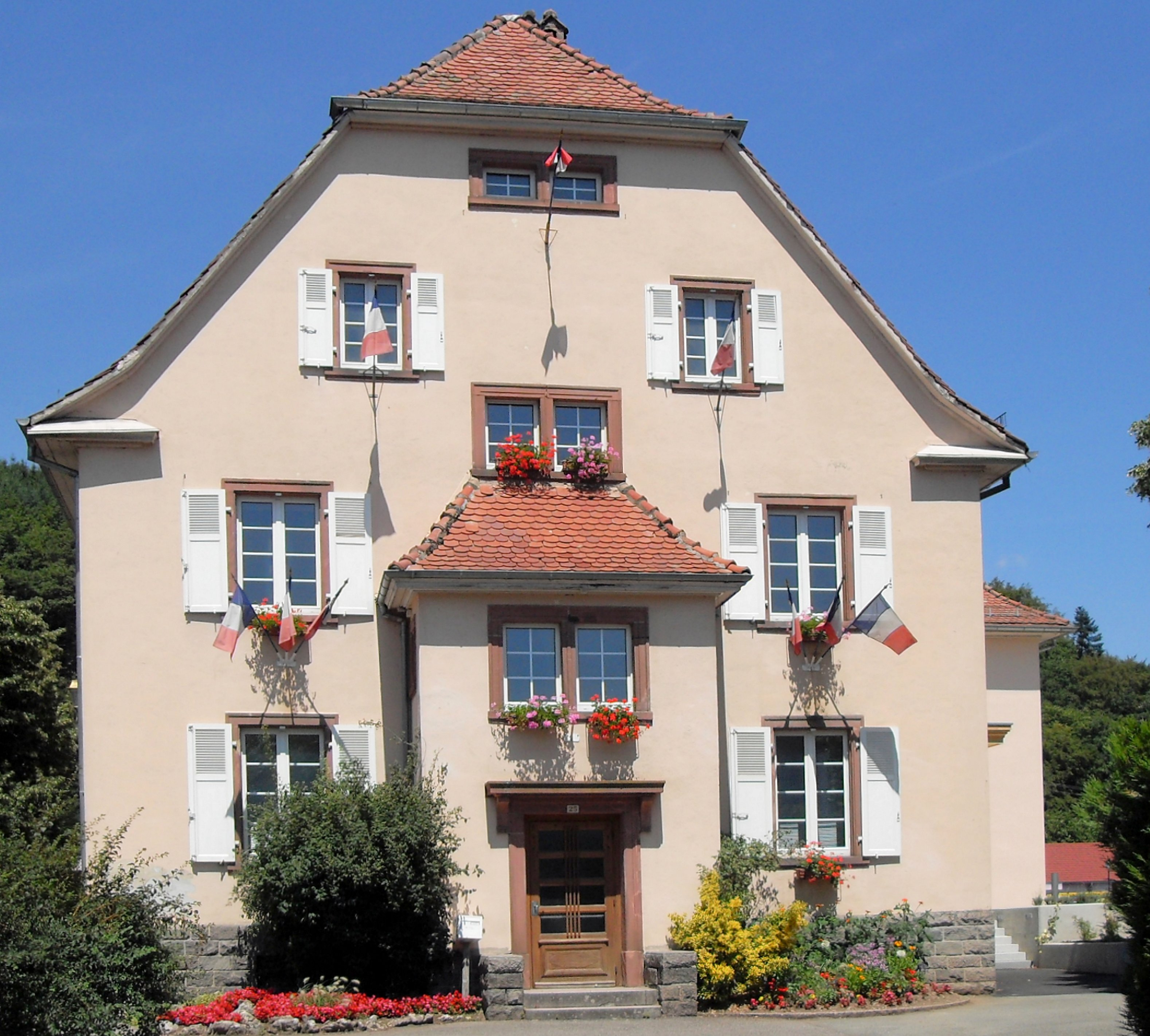
La mairie.

En 2014, le budget de la commune était constitué ainsi :
- total des produits de fonctionnement : 489 000 €, soit 497 € par habitant ;
- total des charges de fonctionnement : 447 000 €, soit 454 € par habitant ;
- total des ressources d'investissement : 1 453 000 €, soit 1 478 € par habitant ;
- total des emplois d'investissement : 1 302 000 €, soit 1 324 € par habitant ;
- endettement : 1 235 000 €, soit 1 257 € par habitant.

Avec les taux de fiscalité suivants :
- taxe d'habitation : 8,60 % ;
- taxe foncière sur les propriétés bâties : 7,35 % ;
- taxe foncière sur les propriétés non bâties : 62,41 % ;
- taxe additionnelle à la taxe foncière sur les propriétés non bâties : 50,60 % ;
- cotisation foncière des entreprises : 14,79 %.

### Liste des maires
| Période                                  | Période                   | Identité                                   | Étiquette | Qualité |
| ---------------------------------------- | ------------------------- | ------------------------------------------ | --------- | ------- |
| mars 2001                                | En cours (au 31 mai 2020) | Émile Ehret Réélu pour le mandat 2020-2026 | DVD       |         |
| Les données manquantes sont à compléter. |                           |                                            |           |         |

## Démographie
L'évolution du nombre d'habitants est connue à travers les recensements de la population effectués dans la commune depuis 1793. Pour les communes de moins de 10 000 habitants, une enquête de recensement portant sur toute la population est réalisée tous les cinq ans, les populations de référence des années intermédiaires étant quant à elles estimées par interpolation ou extrapolation. Pour la commune, le premier recensement exhaustif entrant dans le cadre du nouveau dispositif a été réalisé en 2007.

En 2022, la commune comptait 896 habitants, en évolution de −2,29 % par rapport à 2016 (Haut-Rhin : +0,66 %, France hors Mayotte : +2,11 %).
| 1793 | 1800 | 1806 | 1821 | 1831 | 1836 | 1841 | 1846 | 1851 |
| ---- | ---- | ---- | ---- | ---- | ---- | ---- | ---- | ---- |
| 338  | 335  | 420  | 444  | 486  | 508  | 532  | 572  | 567  |

| 1856 | 1861 | 1866 | 1871 | 1875 | 1880 | 1885 | 1890 | 1895 |
| ---- | ---- | ---- | ---- | ---- | ---- | ---- | ---- | ---- |
| 538  | 645  | 609  | 592  | 590  | 582  | 668  | 686  | 743  |

| 1900 | 1905 | 1910 | 1921 | 1926 | 1931 | 1936 | 1946 | 1954 |
| ---- | ---- | ---- | ---- | ---- | ---- | ---- | ---- | ---- |
| 811  | 831  | 844  | 735  | 753  | 744  | 705  | 644  | 649  |

| 1962 | 1968 | 1975 | 1982 | 1990 | 1999 | 2006 | 2007 | 2012 |
| ---- | ---- | ---- | ---- | ---- | ---- | ---- | ---- | ---- |
| 733  | 768  | 804  | 933  | 948  | 928  | 978  | 985  | 938  |

| 2017 | 2022 | - | - | - | - | - | - | - |
| ---- | ---- | - | - | - | - | - | - | - |
| 915  | 896  | - | - | - | - | - | - | - |

## Lieux et monuments
- L'église Saint-Éloi[33] avec son clocher comtois et son orgue de 1893 de Martin Rinckenbach[34],[35].
- Le rond-point de Lauw : La Naïade, Déesse de l'Eau[36],[37].
- Monuments commémoratifs[38].
- Grotte du Hohlenstein[39].
- Le sentier au Fil de Lauw[40].

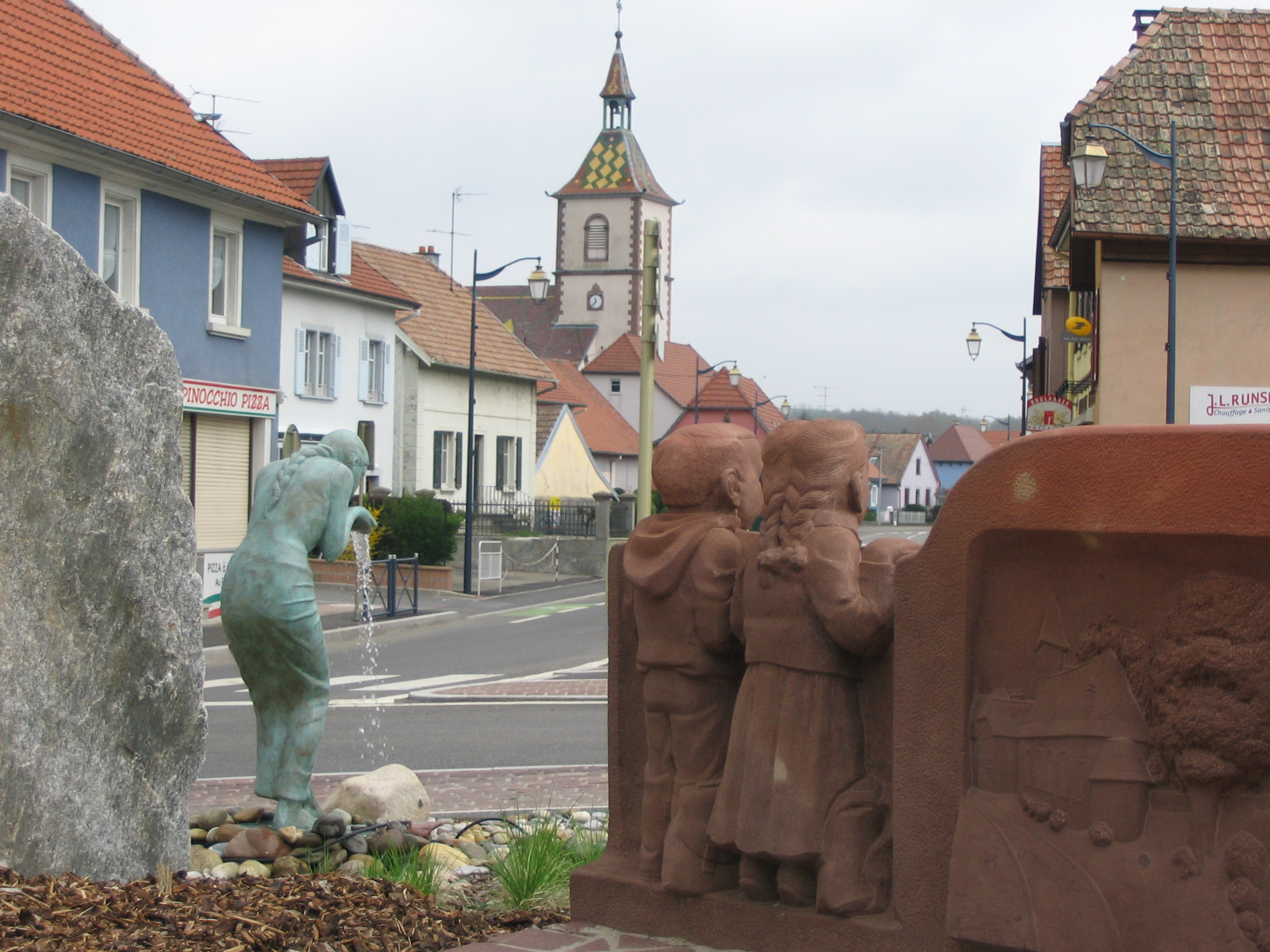
Centre du village.
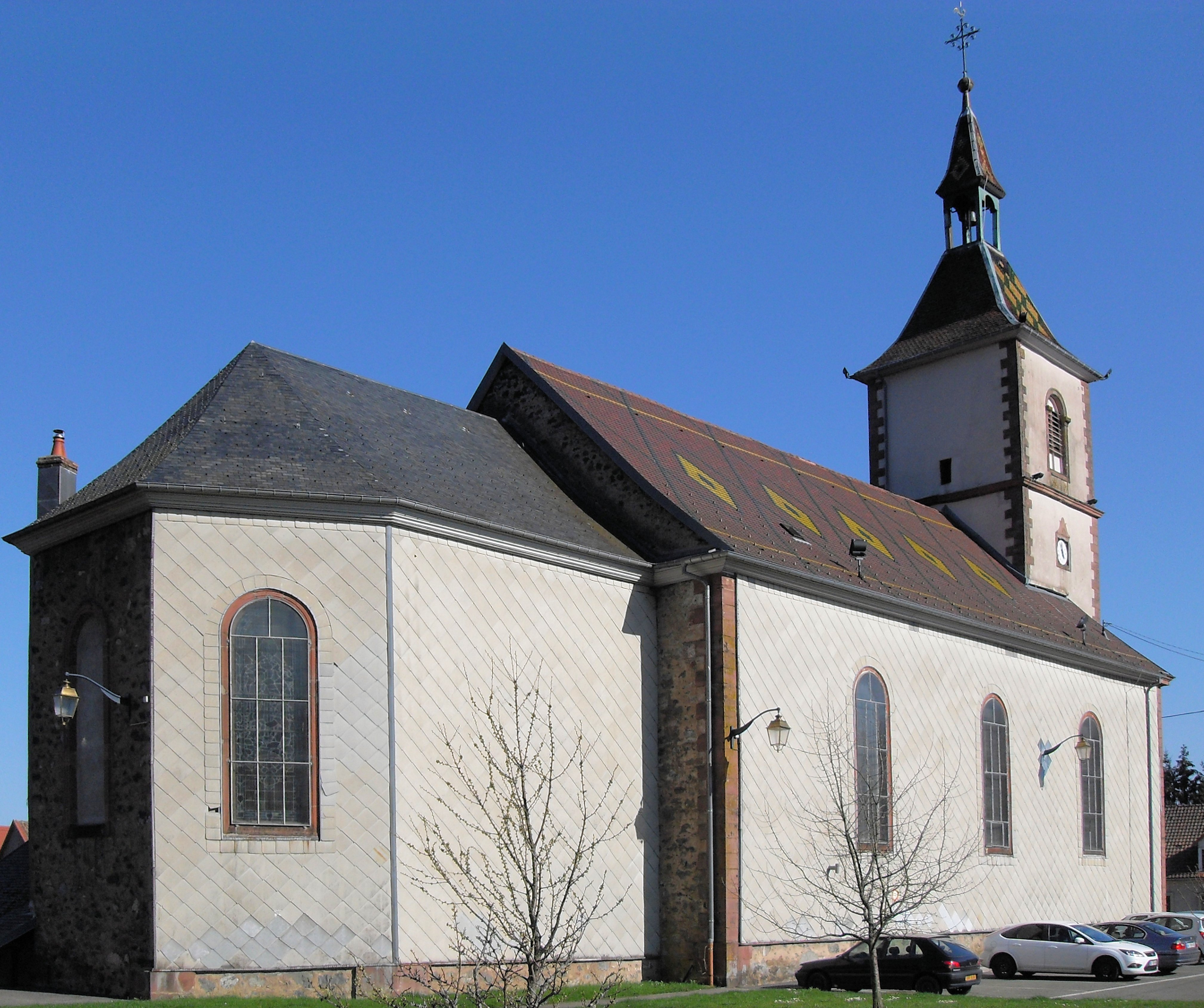
Côté ouest de l'église.
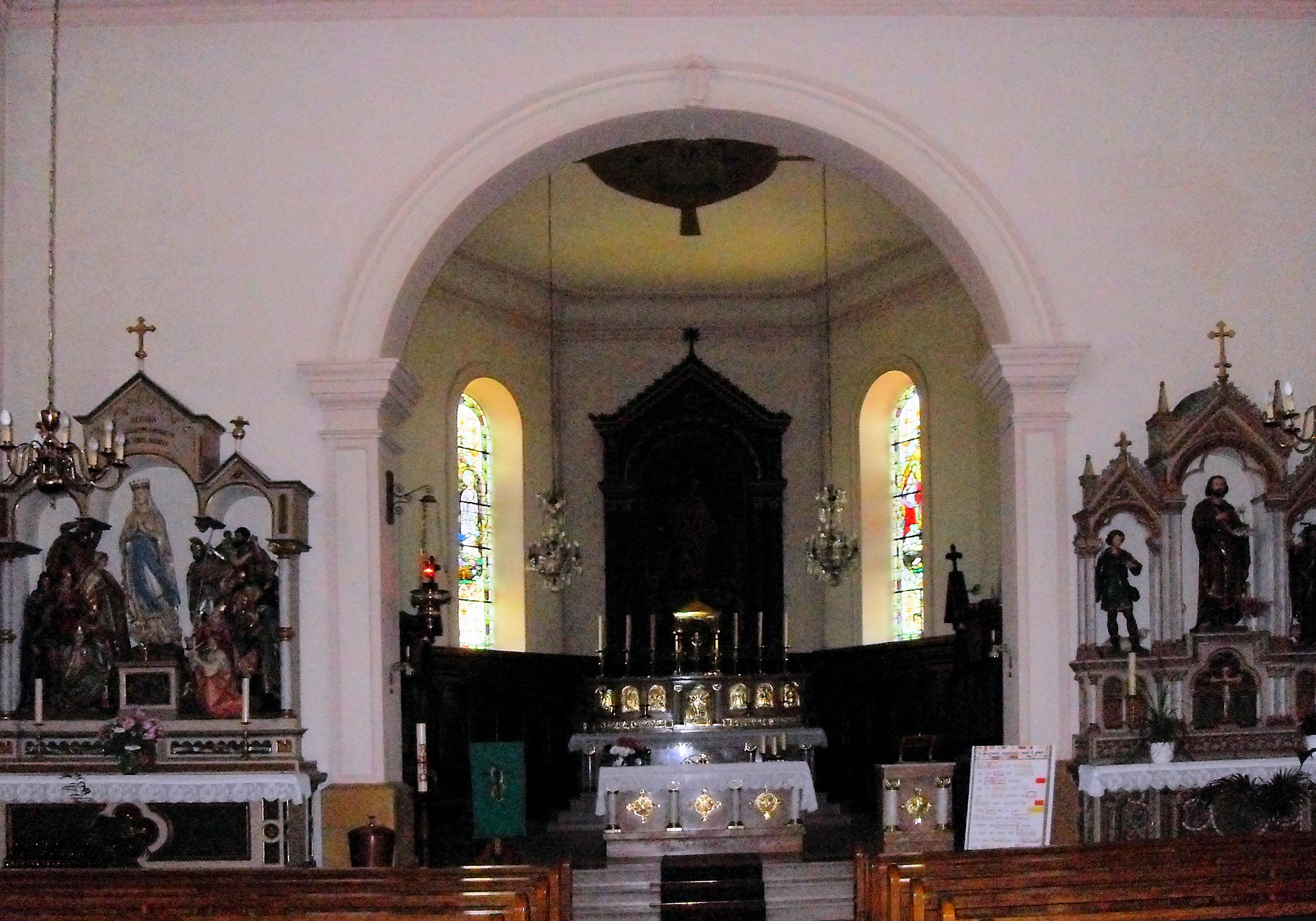
L'intérieur de l'église.
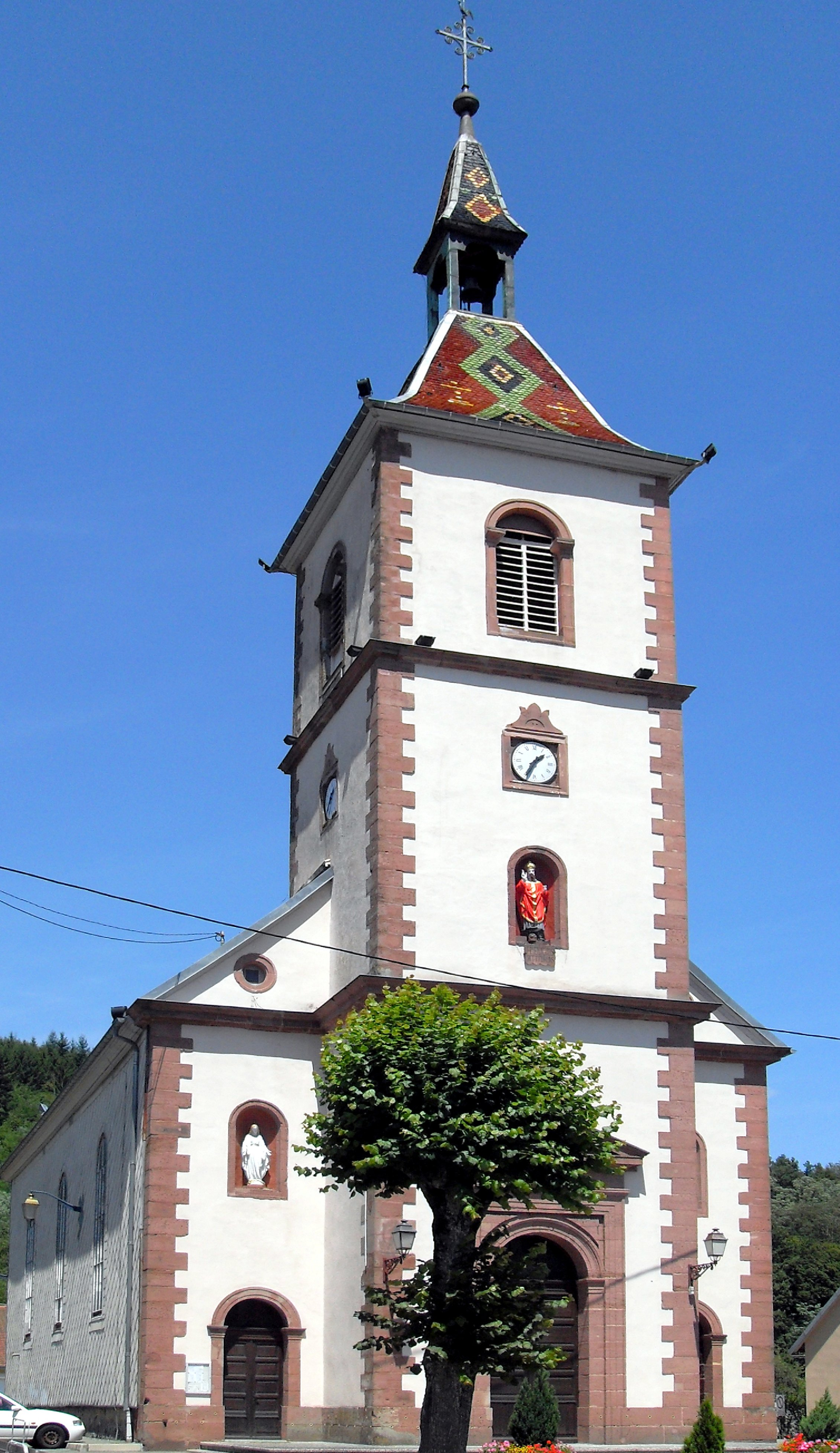
Côté sud de l'église.
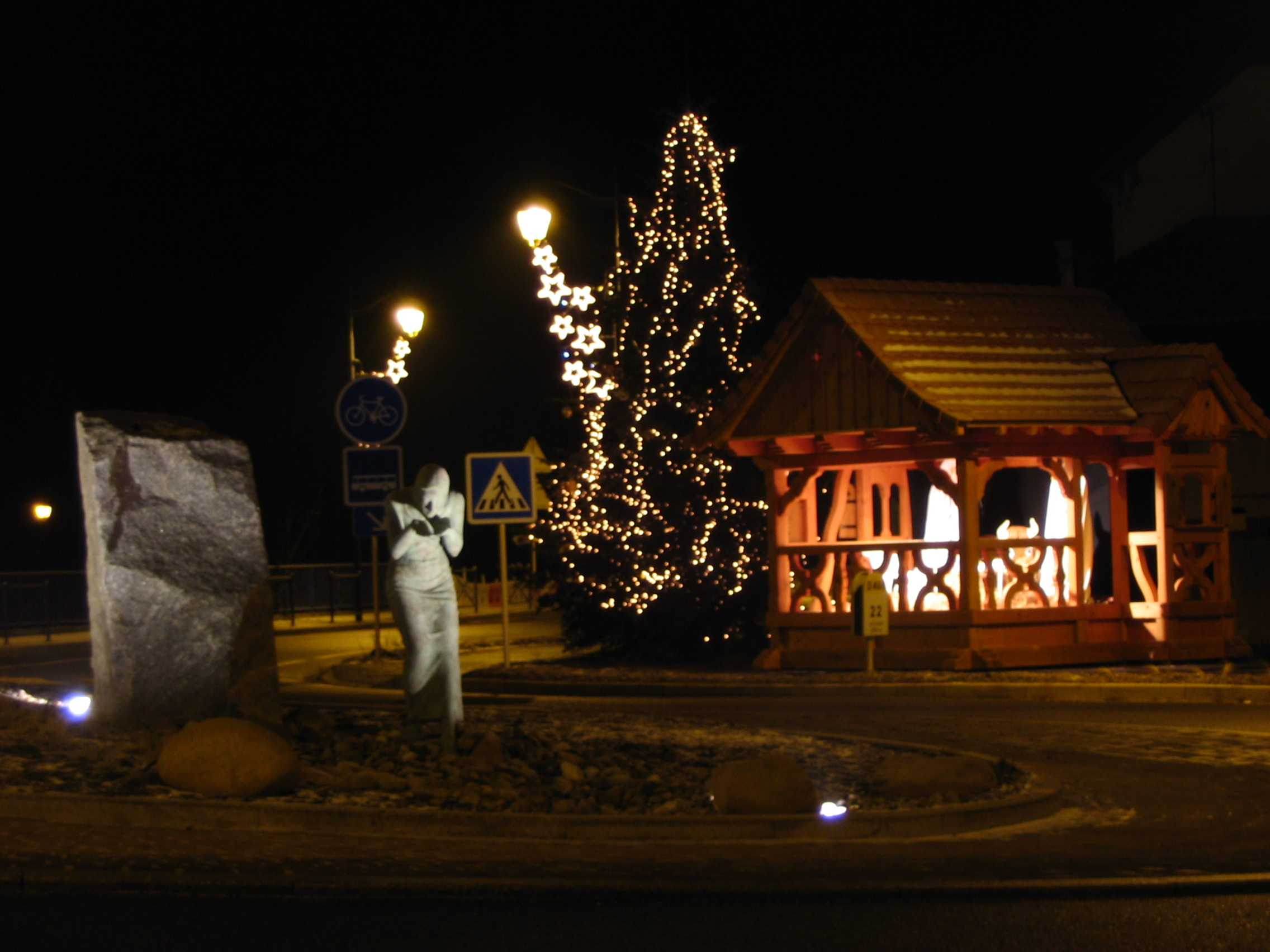
Rond-point à Noël.